# وشنام إسحق
وشنام إسحق (بالفارسية: وشنام اسحق) هي قرية تقع في البلدة المركزية في إيران. يقدر عدد سكانها بـ 75 نسمة بحسب إحصاء 2016.